# Sipakapense (taal)
Sipakapense (ook wel bekend als Sipacapa Quiché, Sipacapense en Sipacapeño) is een taal die behoort tot de Quicheaanse tak van de Mayataalfamilie en wordt gesproken door het Sipakapense-volk in het westen van Guatemala. Het Sipakapense-taalgebied wordt gevormd door de gemeente Sipacapa in het departement San Marcos en had naar schatting 8.000 sprekers in het jaar 2000.
Het Sipakapense is nauw verwant aan het K'iche'
Achi · Acateeks · Aguacateeks · Chalchiteeks · Chuj · Garifuna · Ch'orti' · Itza · Ixil · Jacalteeks · K'iche' · Kaqchikel · Lacandón · Mam · Mopan · Poqomam · Poqomchi' · Q'anjob'al · Q'eqchi' · Sacapulteeks · Sipakapense · Tectiteeks · Tz'utujil · Uspanteeks · Xinka